# Saison 1904 des Naps de Cleveland
La Saison 1904 des Naps de Cleveland est la quatrième saison en ligue majeure.

## Effectif

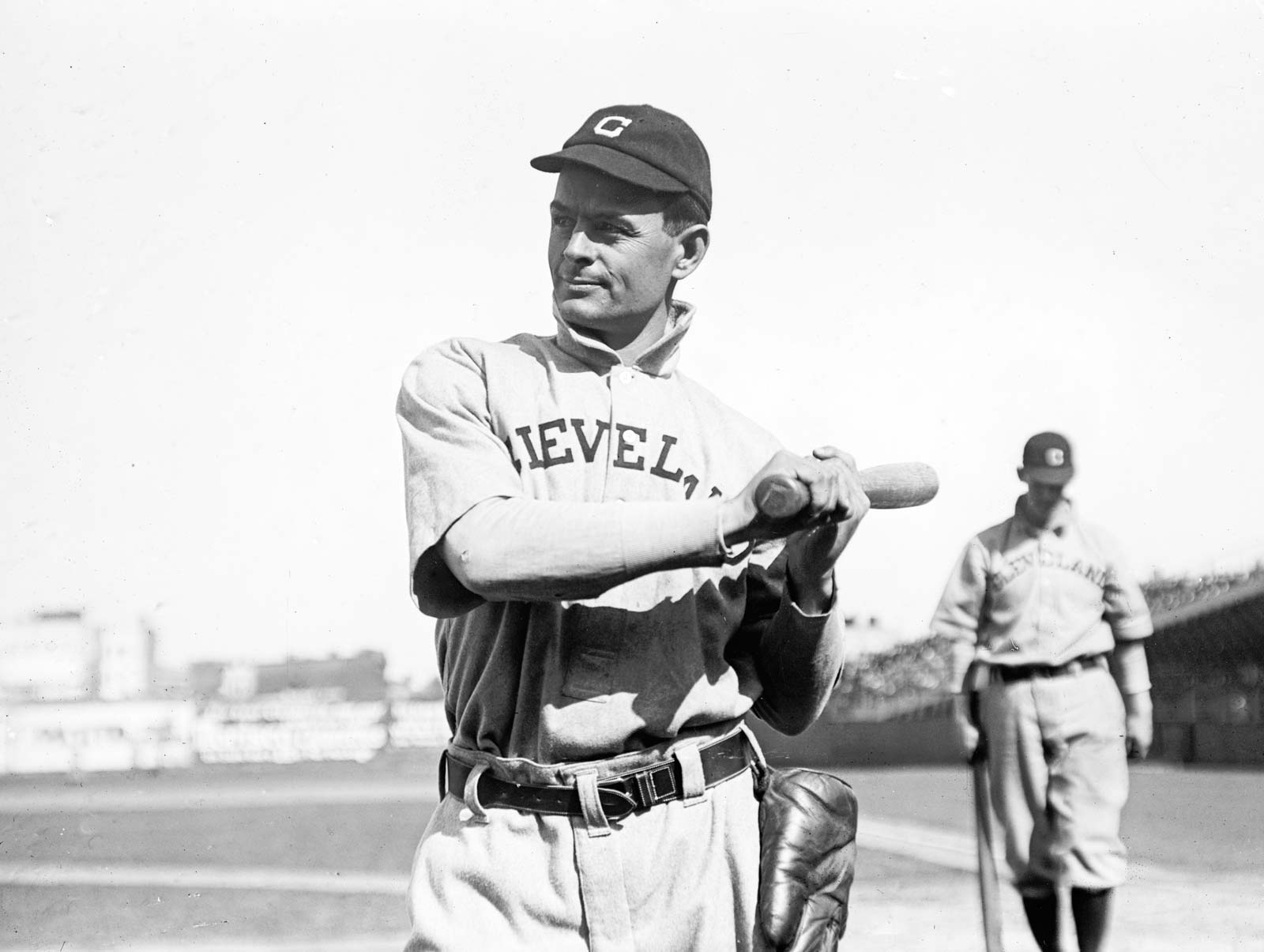
Elmer Flick

## Saison régulière

### Classement
| Ligue américaine       | V  | D   | N  | GB  | Pct. |
| ---------------------- | -- | --- | -- | --- | ---- |
| Boston Americans       | 95 | 59  | 3  | --  | .617 |
| New York Highlanders   | 92 | 59  | 4  | 1½  | .609 |
| Chicago White Sox      | 89 | 65  | 2  | 6   | .578 |
| Cleveland Naps         | 86 | 65  | 3  | 7½  | .570 |
| Philadelphia Athletics | 81 | 70  | 4  | 12½ | .536 |
| St. Louis Browns       | 65 | 87  | 4  | 29  | .428 |
| Detroit Tigers         | 62 | 90  | 10 | 32  | .408 |
| Washington Senators    | 38 | 113 | 6  | 55½ | .252 |

## Statistiques individuelles

### Batteurs
Note: J = Matches joués; V = Victoires; D = Défaites; AB = Passage au bâton; H = Hits; Avg. = Moyenne au bâton; HR = Cop de circuit; RBI = Point produit
| Joueur | J | AB | H | Avg. | HR | RBI |
| ------ | - | -- | - | ---- | -- | --- |

### Lanceurs partants
| Joueur | J | IP | V | D | ERA | SO |
| ------ | - | -- | - | - | --- | -- |

### Lanceurs de Relève
| Joueur | J | V | D | SV | ERA | SO |
| ------ | - | - | - | -- | --- | -- |